# 大韓帝國中樞院選舉

選前議席

大韓帝國中樞院選舉，原訂為大韓帝國的第一次議會大選、朝鮮半島代議政制史上首次直接選舉，其後此次中樞院選舉被取消，原先所有程序作廢。由於大韓帝國皇帝高宗的決定搖擺不定，因此僅在短短兩個月內，中樞院就經歷由決定舉行選舉到取消選舉、委任議官，最後逮捕開化黨議官的命運。

## 性質及職能

### 背景
中樞院（韓語：중추원，英語：Privy Council）原是大韓帝國皇帝的諮詢機關，1894年（高宗31年）成立，直接向皇室負責。1895年大韓帝國內閣邀請徐載弼成為中樞院顧問。

### 最終定位
1898年高宗頒佈《詔敕五條》，將中樞院改為由選舉及委任產生的議會，角色和職能以監視、監督政府性質為主，沒有立法功能。

## 籌備經過

### 倡議選舉
面對俄羅斯帝國實行君主立憲制和日本明治維新的背景，有見及朝鮮政制落後，由知識分子組成的韓國獨立運動組織獨立協會主張朝鮮政治改革，實行西式民主。
1898年10月29日，獨立協會在漢城市鍾路組織萬民共同會。朴定陽等政府大臣應邀參加了此次萬民共同會。大會通過《獻議六條》，建議改組中樞院，使之成為朝鮮的上議院。高宗隨後頒佈了《詔敕五條》，以示對《獻議六條》的認可，並於11月2日宣佈採納獨立協會的建議，改組中樞院官制，議官數量設民選25席和官選25席，各佔一半，尹致昊成為中樞院副議長。

### 取消選舉及委任議官

高宗反悔後委任的議席

中樞院原定於1898年11月5日舉行議官的民選投票。但由於頑固派污衊獨立協會準備推翻君主制建立共和制，中樞院議官的民選投票沒有如期舉行。獨立協會幾經波折最終被高宗取締。

### 皇帝再次迫害開化黨

獨立協會被清算後的議席